# Kedungcino
Kedungcino is een bestuurslaag in het regentschap Jepara van de provincie Midden-Java, Indonesië. Kedungcino telt 5056 inwoners (volkstelling 2010).